# Tino Ausenda
Giuseppe Ausenda, detto Tino (Brivio, 16 maggio 1919 – Brivio, 7 febbraio 1976), è stato un ciclista su strada italiano, professionista e indipendente dal 1944 al 1952.

## Carriera
Ottenne una sola vittoria da professionista, nella Torino-Biella del 1946. Corse anche un Tour de France nel 1949, nella squadra dei Cadetti Italiani, e di quel gruppo insieme a un giovane Fiorenzo Magni fu l'unico a raggiungere il traguardo dei Campi Elisi a Parigi. Suo fratello più giovane Antonio Ausenda fu anche ciclista.

## Palmarès
- 1946

Torino-Biella

## Piazzamenti

### Grandi Giri
- Giro d'Italia

1947: 39º
1948: 20º
1949: 39º
- Tour de France

1949: 38º

### Classiche monumento
- Giro di Lombardia

1945: 25º
1946: 26º